# Klaus-Peter Niemann

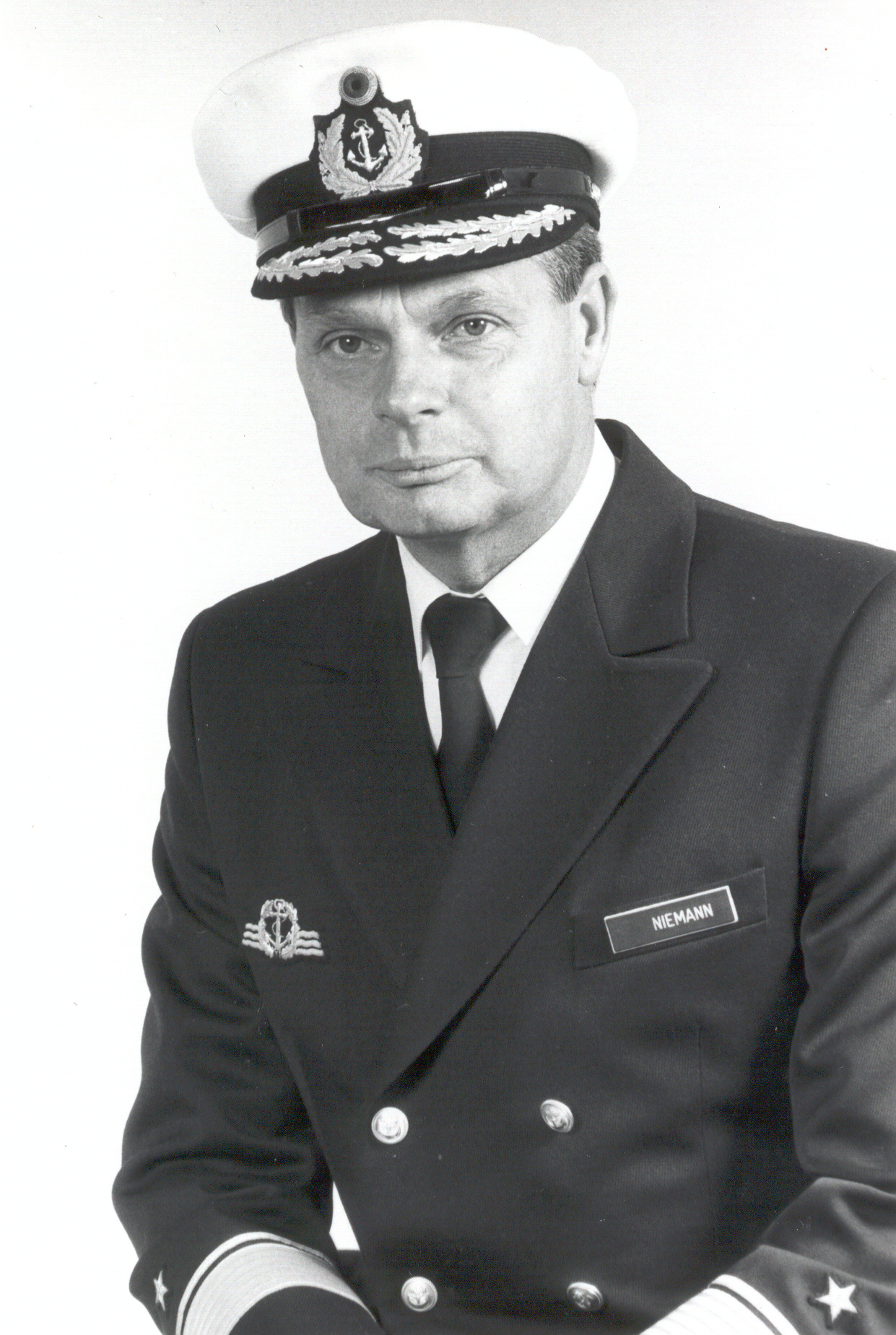
Flottillenadmiral Klaus-Peter Niemann (1989)

Klaus-Peter Niemann (* 29. Oktober 1935 in Traben-Trarbach) ist ein ehemaliger deutscher Flottillenadmiral der Marine, der unter anderem zwischen 1989 und 1994 Kommandeur der Marineschule Mürwik war.

## Leben
Niemann trat nach dem Abitur als Mitglied der Crew IV/1957 am 1. April 1957 in die Bundesmarine ein. Zu seinen Jahrgangskameraden gehörten unter anderem Diether Hülsemann, Ulrich Hundt, Heinrich Schuur sowie Dieter Wellershoff. Nach Abschluss seiner Ausbildung zum Seeoffizier wurde er am 1. Juni 1960 Wachoffizier (WO) auf einem Küstenminensuchboot in der Nordsee sowie im Anschluss am 1. Januar 1962 Zugführer in der Marineunteroffizierschule (MUS) in Plön, ehe er am 1. Juni 1963 Kommandant eines Küstenminensuchbootes in der Nordsee wurde. Danach folgte vom 1. Oktober 1965 bis zum 15. September 1966 eine Verwendung als Flaggleutnant beim Befehlshaber der Seestreitkräfte der Nordsee (BSN), Flottillenadmiral Heinrich Erdmann beziehungsweise ab Februar 1966 bei dessen Nachfolger Flottillenadmiral Günther Reeder.
Nach einem anschließenden Besuch eines Lehrgangs für Minen- und Minenabwehrtechnik in Belgien und der Niederlande wurde Niemann am 1. Oktober 1967 Planungsstabsoffizier beim Befehlshaber der Seestreitkräfte der Nordsee, Flottillenadmiral Carl-Heinz Birnbacher. Daraufhin absolvierte er eine Ausbildung zum Admiralstabsakademie an der Seekriegshochschule (Ecole supérieure de guerre navale) in Frankreich und übernahm nach deren Beendigung am 25. Januar 1970 den Posten als Stabsabteilungsoffizier (S3) für Planung, Befehlsgebung und Führung laufender Operationen bei dem auf dem Marinestützpunkt Olpenitz stationierten und für die Ostsee zuständigen 5. Minensuchgeschwader. Am 1. September 1971 wurde er als Fregattenkapitän Marine-Adjutant beim Generalinspekteur der Bundeswehr, General Ulrich de Maizière beziehungsweise seit dem 1. April 1972 bei dessen Nachfolger Admiral Armin Zimmermann. Danach übernahm er am 25. September 1973 den Posten als Kommandeur des in Wilhelmshaven stationierten und für die Nordsee zuständigen 6. Minensuchgeschwaders sowie am 1. Oktober 1975 als A3-Stabsoffizier für Planung, Befehlsgebung und Führung laufender Operationen im Stab der Flottille der Minenstreitkräfte (MSFltl) in Wilhelmshaven.
Daraufhin fungierte Niemann seit dem 1. Juli 1979 als Lehrgangsleiter des 21. Verwendungslehrgangs für den  Admiralstabsdienst an der Führungsakademie der Bundeswehr (FüAkBw) in Hamburg und übernahm am 1. Oktober 1981 als Kapitän zur See von Kapitän zur See Wolfgang Brost den Posten als Kommandeur der Flottille der Minenstreitkräfte, während Fregattenkapitän Horst Waschkowski sein Nachfolger als Lehrgangsleiter wurde. Er bekleidete den Posten als Kommandeur der Flottille der Minenstreitkräfte bis zum 31. März 1985, woraufhin Kapitän zur See Waldemar Feldes seine Nachfolge antrat. Er selbst wurde daraufhin zum 1. April 1985 Leiter der Operationsabteilung im Flottenkommando (FlKdo) in Glücksburg-Meierwik bei Flensburg sowie danach am 1. Oktober 1987 Leiter der Stabsabteilung Fü M I (Personal; Ausbildung; Organisation) im Führungsstab der Marine.
Zuletzt wurde Niemann am 1. Oktober 1989 zum Flottillenadmiral befördert und übernahm als Nachfolger von Flottillenadmiral Klaus-Dieter Sievert den Posten als Kommandeur der Marineschule Mürwik. Diesen bekleidete er bis zum 16. September 1994, woraufhin Flottillenadmiral Frank Ropers seine Nachfolge antrat. Während seiner Amtszeit besuchte am 16. Oktober 1991 Bundespräsident Richard von Weizsäcker die Marineschule Mürwik. Am 30. September 1994 trat er in den Ruhestand.
Klaus-Peter Niemann ist verheiratet und Vater von vier Kindern.

## Hintergrundliteratur
- Handbuch der Bundeswehr und der Verteidigungsindustrie 1990/91, S. 90, Bernhard & Graefe Verlag, Koblenz 1990, ISBN 3-7637-5865-8